# Landolfo Maramaldo
Landolfo Maramaldo (anche Maramauro) (Napoli, 1350/1355 – Costanza, 16 ottobre 1415) è stato un cardinale italiano, chiamato il cardinale di Bari.

## Biografia
Nacque tra il 1350 e il 1355 ed era figlio di Guglielmo di Landolfo, membro di una famiglia napoletana di antica nobiltà del sedile di Nilo.
Nel 1378 fu nominato arcivescovo di Bari; non riuscì, però, a prendere possesso della sede, perché la regina Giovanna I di Napoli aveva appoggiato l'antipapa Clemente VII.
Fu creato cardinale da papa Urbano VI nel concistoro del 21 dicembre 1381 e ricevette il titolo di San Nicola in Carcere. Il 18 aprile 1384 partì da Napoli come legato papale presso il re Carlo III in lotta con Luigi I d'Angiò, che all'opposto era schierato con il papa di obbedienza avignonese Clemente VII. Dato che l'antipapa era stato dichiarato eretico, l'impresa fu considerata come una crociata.
Assieme al cardinale Pileo da Prata scrisse una lettera contro le violenze di papa Urbano VI, che lo depose perché favorevole al re Carlo III di Napoli; il cardinale Maramaldo si rifugiò a Napoli. Papa Bonifacio IX lo perdonò e lo riammise nel collegio cardinalizio il 18 dicembre 1389, poco dopo la sua elezione. All'inizio di febbraio 1390 il cardinale ricomparve presso la Curia romana e nell'autunno 1391 fece parte della commissione di tre cardinali per la canonizzazione di Brigida di Svezia.
Partecipò al conclave del 1404 che elesse papa Innocenzo VII, che lo nominò vicario generale in temporalibus a Perugia e nelle zone confinanti dello Stato della Chiesa, e anche cardinal legato. L'8 gennaio 1405 il cardinale lasciò Roma per Perugia, dove giunse il giorno 11.
Prese parte al conclave del 1406, che elesse papa Gregorio XII. Il nuovo papa lo nominò ancora legato l'8 dicembre 1406.
Partecipò al conclave del 1409 che elesse l'antipapa Alessandro V; partecipò al conclave del 1410 che elesse l'antipapa Giovanni XXIII. Fu nominato legato dell'antipapa per la Spagna nel 1410 per cercare di convincere l'antipapa Benedetto XIII, che si era ritirato a Peñíscola, ad abdicare, ma non ebbe successo. Nel luglio 1413 fu preso in ostaggio a Napoli in seguito all'accordo l'antipapa Giovanni XXIII e il re Ladislao I di Napoli; fu costretto a rimanere a Napoli fino alla sua liberazione da parte della regina Giovanna II.